# Eszközmenedzsment
Az Eszközmenedzsment egy csoport vagy személy felelősségi körébe tartozó dolgok módszeres irányítására és az azokból történő értékteremtésre utal, teljes életciklusuk alatt. Mind konkrét, fizikai eszközökre (fizikai tárgyakra, mint pl. épületek, berendezések), mind pedig "immateriális" eszközökre (pl. pénzügyi eszközök, humántőke, szellemi tulajdon, vevői portfólió). Az eszközmenedzsment tervszerű és költséghatékony eszközfejlesztési, -üzemeltetési, -karbantartási, -frissítési, illetve -értékesítési folyamat, beleértve a teljes költség-struktúrát, a kockázatokat és működési sajátságokat.
A fogalmat korábban a pénzügyi szektorban alkalmazták általánosan olyan személyekre vagy cégekre, amelyek mások befektetéseit kezelték. Manapság azonban egyre nagyobb arányban használják a közszolgáltatások (pl. áram- és gázszolgáltatók, víziközművek stb.) területén is koordinált költségoptimalizáció, kockázatkezelés, szolgáltatásminőség és fenntarthatóság biztosítása érdekében.
A 2014-ben kiadott ISO 55000 Nemzetközi Szabvány eszközmenedzsment rendszerek bevezetésével és működésével kapcsolatos követelményeket foglalja össze.

## Eszközmenedzsment ágazatonként

### Pénzeszköz-menedzsment
Az "eszközmenedzser" fogalmát legáltalánosabban befektetési- vagy pénzügyi menedzser vonatkozásában használják a pénzügyi szolgáltatási szektorban, melyben befektetési alapokat, illetve elkülönített ügyfélszámlákat kezelnek. Az eszközmenedzsment a pénzügyi vállalkozás része, mely ügyfelek befektetéseit, pénzvagyonát kezelik. Az ügyfél pénzeszközeinek vizsgálatától kezdve a befektetés-kezelésen keresztül a pénzügyi tervezésig mindennel foglalkoznak az eszközmenedzserek, melyek alapján a kliensek pénzügyi helyzetétől függő ajánlásokat tesznek számukra.

### Fizikai- vagy infrastruktúra eszközmenedzsment
Az infrastruktúra eszközmenedzsment pénzügyi, gazdasági, mérnöki és egyéb gyakorlatok kombinációjának alkalmazása fizikai eszközállományra, abból a célból, hogy a szükséges költségszinten a lehető legjobb szolgáltatási színvonal legyen elérhető. A fizikai-, illetve infrastrukturális eszközök teljes életciklusát felölelő gazdálkodást jelent, beleértve a tervezést, létesítést, üzembehelyezést, üzemeltetést, karbantartást, felújítást, átalakítást, eszközcserét és végül a leszerelést. Az eszközök üzemeltetése és karbantartása a szigorú költségtervezési fegyelem megtartása érdekében priorizálási rendszert igényel. Az infrastruktúra eszközmenedzsment különösen a fejlett országokban vált fontossá a XXI. században, mivel azok infrastruktúra-hálózata főként a XX. században épült ki, melyet költséghatékonyan kell üzemeltetni és karbantartani.

### Vállalati eszközmenedzsment
A vállalati eszközmenedzsment (Enterprise Asset Management, EAM) eszközinformációs rendszereken keresztül támogatja a vállalat vezetését döntései meghozatalában. Az EAM az eszközkészlet és annak tulajdonságai leltárját is magában foglalja, melyet számítógépes karbantartáskezelő rendszerrel (CMMS) és más modulokkal kötnek össze.
A földrajzilag kiterjedt elhelyezkedésű, összekapcsolt vagy hálózatszerű eszközöket gyakran térinformatikai (GIS) rendszeren keresztül képezik le és integrálják a vezetéstámogató rendszerekbe. Egy GIS-alapú eszközleltár adatsztenderdjei révén növeli a rendszerek közötti átjárhatóságot és hatékonyabbá teszi az információmegosztást. A GIS rendszerek ún. "hard" és "soft" eszközökről is tartalmaznak információkat, mely lebontja az egyes szervezeti egységek önmagába zártságát. A "hard" eszközök tipikusan fizikai- vagy infrastrukturális eszközök, míg a "soft" eszközök engedélyeket, licenceket, szabadalmakat stb. jelentenek.
Az EAM csak egy eszköz ahhoz, hogy a vállalat vezetői megalapozott, jó döntéseket hozhassanak. Valóban elengedhetetlen feltétel az eszközállományról meglévő hiteles információ, ugyanakkor szükség van még jó vezetői képességekre, tiszta stratégiára, részterületek közötti együttműködésre, elkötelezettségre, a teljes ellátási lánc összekapcsolására, kockázat- és változáskezelésre, teljesítmény-monitoringra és folyamatos fejlődésre.

### Közigazgatási eszközmenedzsment
Közösségi önkormányzatok, de a teljes állami vagyon kezelése is EAM rendszereket igényel ma már, melyeket ki kell egészíteni az állami, illetve az önkormányzati szféra sajátosságaival. Egy példa erre a földhasználattal kapcsolatos közhiteles hatósági nyilvántartás.

## Szellemi-, nem-fizikai eszközmenedzsment
Az utóbbi évtizedek informatikai forradalma hozta magával, hogy ma már szoftvereszköz-gazdálkodásról is beszélni kell a témát érintően. Azonosítani és kezelni kell tudni a szoftver licencek jelentette időbeli és funkcionalitást érintő eszközhasználhatósági korlátokat. Nagy szoftvergyártók, mint amilyen az Adobe Systems vagy a Microsoft, időalapú szoftverlicencelési módokat is nyújtanak. Külön kell választani egy szoftvertermék tulajdonlását a frissíthetőségétől, hiszen valaki tulajdonolhat egy szoftver egy bizonyos verzióját úgy, hogy az újabb változatok használatára már nem jogosult. Mobiltelefonoknál, de a számítástechnikában is bevett szokás egyes gyártók részéről, hogy nem frissítik régebbi termékeik rendszerszoftvereit, annak érdekében, hogy ezzel is ösztönözzék a vevőket az újabb termékek megvásárlására. Nagy szoftvercégek, mint pl. az Oracle különválasztják a szoftverhasználatot és a szoftvertámogatáshoz való jogot.

## Fordítás
- Ez a szócikk részben vagy egészben  az   Asset management című angol Wikipédia-szócikk fordításán alapul.  Az eredeti cikk szerkesztőit annak laptörténete sorolja fel. Ez a jelzés csupán a megfogalmazás eredetét és a szerzői jogokat jelzi, nem szolgál a cikkben szereplő információk forrásmegjelöléseként.